# 科学与假设
《科学与假设》是一本由法国数学家亨利·龐加萊创作的科学图书，于1902年首次出版，该书针对非专业读者，涉及数学、空间、物理和自然。